# Frank Paul Schubert

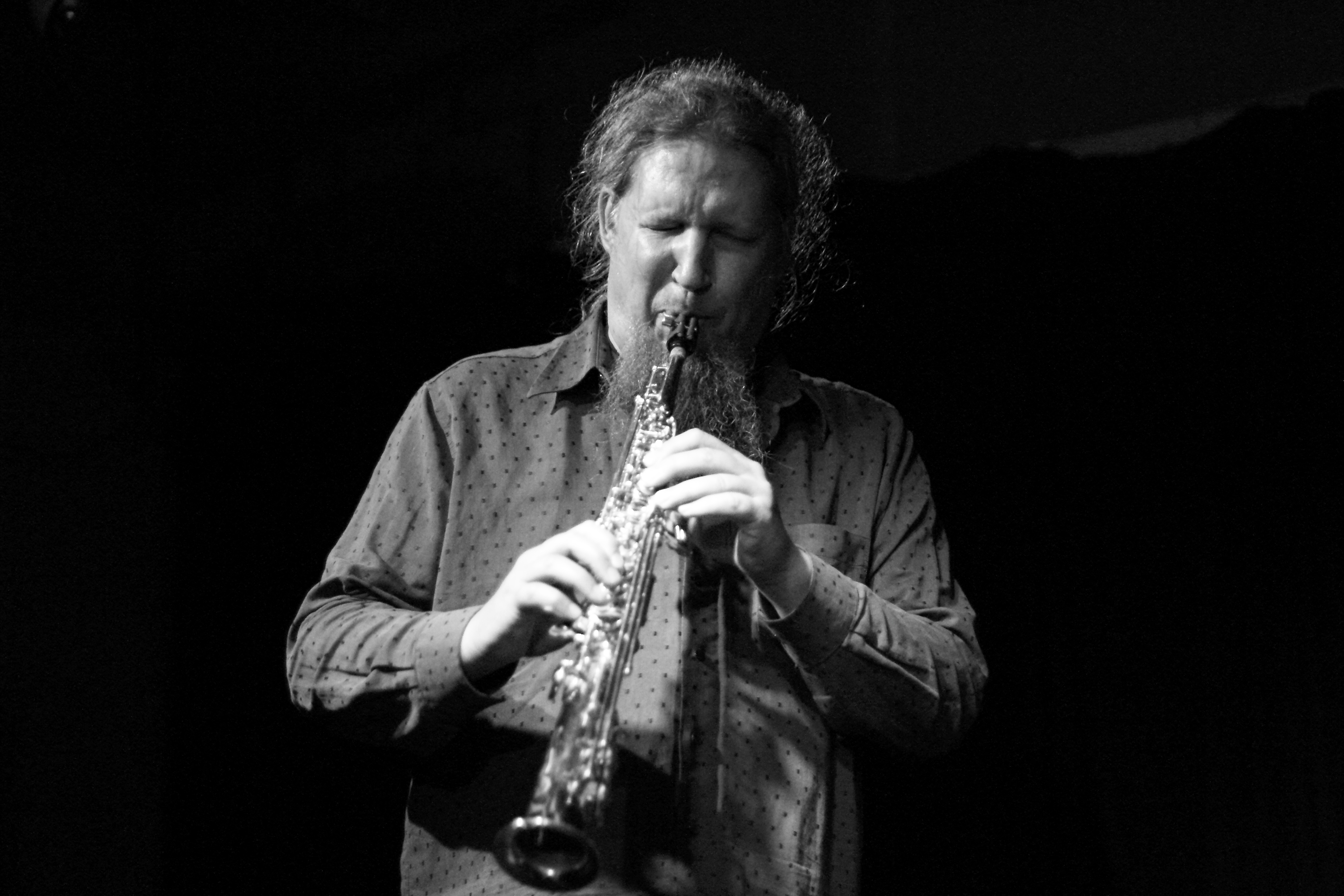
Frank Paul Schubert mit dem Foils Quartet im club W71, 2016

Frank Paul Schubert (* 21. März 1965 in Neuss) ist ein deutscher Jazz- und Improvisationsmusiker (Alt- und Sopransaxophon).

## Leben und Wirken
Schubert begann 1982 autodidaktisch Saxophon zu spielen. Er nahm 1988 bis 1992 Unterricht bei Lajos Dudas und studierte von 1992 bis 1996 an der Musikhochschule Köln-Aachen klassisches und Jazz-Saxophon bei Hugo Read. Anschließend lebte er zunächst in Aschaffenburg. 1999 zog er nach Berlin, wo er seitdem u. a. mit Willi Kellers, Andreas Willers, Johannes Bauer, Uwe Oberg, Günter Sommer, Tony Buck, Alexander von Schlippenbach, Meinrad Kneer, Yorgos Dimitriadis, Julie Sassoon und Clayton Thomas arbeitete. 
Im Duo Foils spielt er mit Matthias Müller, das seit 2012 auch erweitert um John Edwards und Mark Sanders als Foils Quartet tourte. Mit Antonis Anissegos veröffentlichte er 2005 das Duoalbum Phoobsering. Anissegos und Schubert arbeiten daneben im Quartett Boar, das Christof Thewes gründete. Seine CD Hic Sunt Leones mit Günter „Baby“  Sommer wurde vom britischen Magazin The Wire als eine der CDs des Jahres nominiert. Mit Klaus Kugel, Michel Pilz, Christian Ramond und Reiner Winterschladen spielte er 2022 im Yamabiko Quintet.

## Diskographische Hinweise
- Phoobsering (Konnex 2005), mit Antonis Anissegos
- Der Verkauf geht weiter (JazzHausMusik 2006)
- Hic Sunt Leones (JazzHausMusik, 2007), mit Günter Sommer
- Phugurit (2011), Jörg Fischer, Olaf Rupp
- Paul Hubweber, Frank Paul Schubert, Alexander von Schlippenbach, Clayton Thomas, Willi Kellers:  Intricacies (NoBusiness Records, 2015)
- Udo Schindler / Frank Paul Schubert: Parnassia Palustris (FMR Records, 2016)
- Paul Dunmall, Frank Schubert, Sebastiano Dessanay, James Bashford: Sign of the Times (2018)
- Frank Paul Schubert, Dieter Manderscheid, Martin Blume: Spindrift (Leo Records 2020)
- Frank Paul Schubert, Uwe Oberg, Paul Rogers & Mark Sanders: Open Ends (2020)
- Frank Schubert, Alexander von Schlippenbach, Martin Blume: Forge (Relative Pitch, 2020)
- Frank Paul Schubert, Michel Pilz, Stefan Scheib & Klaus Kugel: Live at FreeJazzSaar 2019 (2024)